# Майкъл Муркок
Майкъл Джон Муркок (на английски: Michael John Moorcock) е британски писател, автор на научна фантастика и фентъзи.

## Биография и творчество
Майкъл Муркок е роден на 18 декември 1939 г. в Лондон, Англия. Започва да се занимава професионално с литература още на 18 години.
Първото му произведение е повестта „Sojan the Swordsman“, която излиза през май 1957 г. на страниците на списание „Tarzan Adventuries“. След 1964 г. ръководи списание „Нови светове“, което спомага за формирането на „новата вълна“ в научната фантастика, към която се причисляват Роджър Зелазни, Робърт Силвърбърг, Норман Спинрад и Томас Диш.
Произведенията на Муркок са типични за тази „нова вълна“. Това си проличава най-вече в цикъла „Вечния победител“. В продължение на двадесет години той и съпругата му Линда са близки приятели с радикалния теоретик на феминизма Андрея Дуоркин.

## Произведения

### Цикли

#### Цикъл „The Dancers at the End of Time“
1. An Alien Heat (1972)
2. The Hollow Lands (1974)
3. The End of All Songs (1976)
4. Legends from the End of Time (1976)

- The Transformation of Miss Mavis Ming

#### Цикъл „Second Ether Trilogy“
1. Blood: A Southern Fantasy (1994)
2. Fabulous Harbours (1995)
3. The War Amongst The Angels (1996)

#### Цикъл „The Books of Corum“
1. The Knight of Swords (1971)
2. The Queen of Swords (1971)
3. The King of Swords (1971)
4. The Bull and the Spear (1973)
5. The Oak and the Ram (1973)
6. The Sword and the Stallion (1974)

#### Цикъл „Between The Wars“
- Byzantium Endures
- The Laughter of Carthage
- Jerusalem Commands

#### Цикъл „Hawkmoon“ – „Chronicles of Castle Brass“
- Count Brass
- The Champion of Garathorm
- The Quest for Tanelorn

#### Цикъл „Hawkmoon“ – „The History of the Runestaff“
- Перла в черепа, The Jewel in the Skull (1967)
- Амулетът на лудия бог, The Mad God's Amulet (1968)
- Мечът на зората, The Sword of the Dawn (1968)
- Руническият жезъл, The Runestaff (1969)

#### Цикъл „The Elric Saga“
1. The Stealer of Souls (1963)
2. Stormbringer (1965, преработен 1977)
3. Elric of Melniboné (1972)
4. The Sailor on the Seas of Fate (1976)
5. The Vanishing Tower (1977)

##### Сборници
- The Bane of the Black Sword (1976)
- The Weird of the White Wolf (1977)

##### Рамани
- The Revenge of the Rose (1989)
- The Fortress of the Pearl (1991)

#### Цикъл „Cornelius“
1. The Final Programme (1969)
2. A Cure for Cancer (1971)
3. The English Assassin (1972)
4. The Condition of Muzak (1977)
5. The Adventures of Una Persson and Catherine Cornelius in the 20th Century (1976)
6. The Lives and Times of Jerry Cornelius (1976)
7. The Entropy Tango (1981)
8. The Alchemist's Question (1984)
9. Firing the Cathedral (novella) (2002)
10. Modem Times 2.0 (novella) (2011)

#### Цикъл „Oswald Bastable“
- The Warlord of the Air
- The Land Leviathan
- The Steel Tsar

#### Цикъл „Warlords of Mars“
- Градът на звяра, City of the Beast (1965)
- Господарят на паяците, Lord of the Spiders (1965)
- Masters of the Pit (1965)

#### Цикъл „Eternal Champion“
- The Eternal Champion (1970)
- Phoenix In Obsidian
- The Dragon in the Sword
- To Rescue Tanelorn...

#### Цикъл „Von Bek“
- The War Hound and the World's Pain
- The City in the Autumn Stars
- The Brothel in Rosenstrasse

### Романи
- A Caribbean Crisis
- A Messiah at the End of Time
- Breakfast in the Ruins
- Elric at the End of Time (& Rodney Matthews)
- Elric: Songs of the Black Sword
- Elric: The Return to Melnibone (& Philippe Druillet)
- Gloriana
- Hawkmoon: The Eternal Champion, Vol. 3
- Kane of Mars
- King of the City
- Mother London
- Sailing to Utopia
- Silverheart
- The Black Corridor (& Hilary Bailey)
- The Chronicles of Corum
- The Cornelius Chronicles
- The Dancers at the End of Time
- The Distant Suns (& Jim Cawthorn)
- The Fireclown
- The Golden Barge
- The Ice Schooner
- The King of the Swords
- The LSD Dossier
- The Revenge of the Rose: A Tale of the Albino in the Years of His Wandering
- The Rituals of Infinity
- The Shores of Death
- The Sundered Worlds
- The Wrecks of Time
- Von Bek: The Eternal Champion Vol. 2
- The Dreamthief's Daughter
- The Skrayling Tree
- The WhiteWolf's Son